# Pasar Tebing Tinggi
Pasar Tebing Tinggi is een bestuurslaag in het regentschap Empat Lawang van de provincie Zuid-Sumatra, Indonesië. Pasar Tebing Tinggi telt 7980 inwoners (volkstelling 2010).